# ペチョールィ
座標: 北緯57度49分 東経27度36分 / 北緯57.817度 東経27.600度

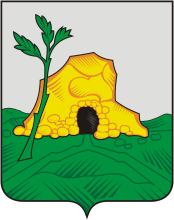
ペチョールィの紋章

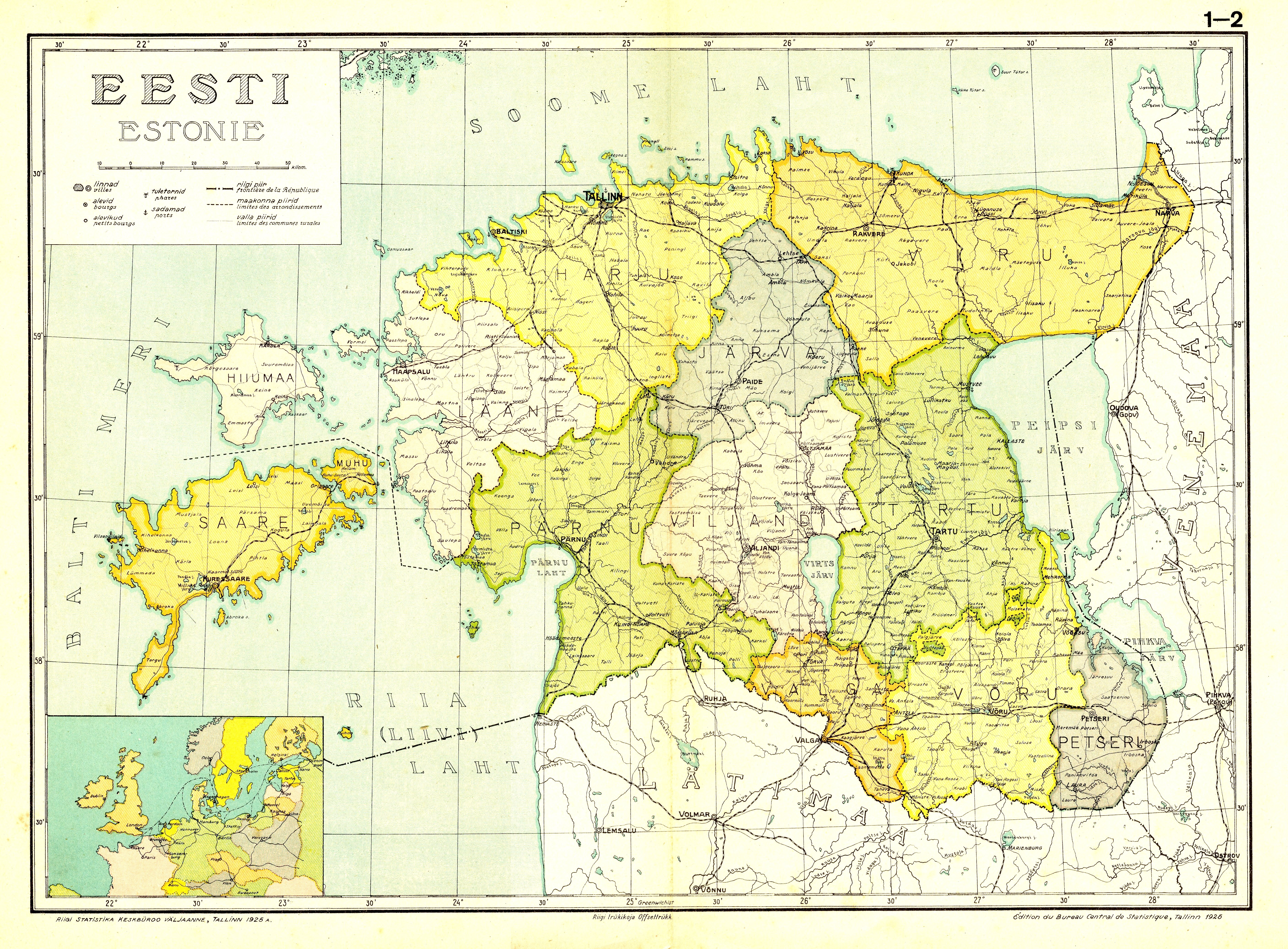
1925年のエストニア地図

ペチョールィ（ペチョリ、ペチョールイ、ロシア語: Печоры, Pechory）は、ロシアのプスコフ州西部、エストニアとの国境沿いにある町。人口は1万247人（2021年）。
エストニア人、特にセトゥ人も数百人住んでいる。エストニア語および南エストニアのセト語ではペツェリ（ペッツェリ、Petseri）と呼ばれる。

## 地理
ペチョールィはペイプシ湖の南西に位置し、州都プスコフの西50キロメートルの場所にある。街の中心から北へ3キロメートルのところにエストニアとの国境とピウサ川が東西に走り、ピウサ川は北東へ20キロメートル流れてペイプシ湖に注いでいる。
ロシアとエストニアの首都同士を結ぶ最短距離の路線である、ボロゴエ-ドノー-プスコフ-タルトゥ-タリンを結ぶ鉄道が通り、街の近くにエストニアとの国境駅であるペチョールィ＝プスコフスキー駅がある。ただしモスクワ・タリン間の旅客列車はナルヴァを回るためペチョールィを通らないが、貨物列車は頻繁に通っている。

## 歴史

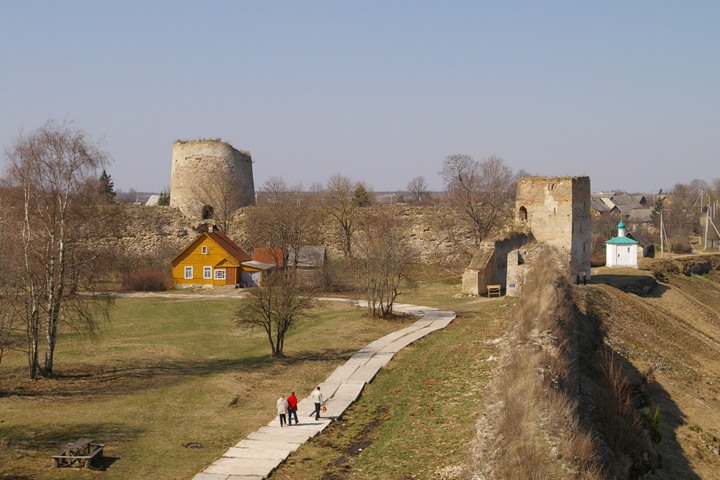
近郊のイズボルスクにある中世ロシアのクレムリン

ペチョールィは16世紀、プスコヴォ＝ペチェリスキー修道院に隣接する集落として誕生した。同修道院は1489年に開かれた洞窟修道院で、ロシア語のペチョールィという地名もおそらく「洞窟」が由来であり、街の紋章にも洞窟が描かれている。
この集落はやがてロシアの国境貿易の重要な街となった。イヴァン4世の時期にはモスクワ大公国の西部国境を守る要塞でもあった。このような位置関係から、ロシアに侵入する様々な軍により攻略されている。ポーランド・リトアニア共和国の国王ステファン・バートリは1581年、プスコフ攻囲戦の最中にペチョールィを略奪した。またスウェーデン軍やポーランド軍が1592年、1611年、1615年、1630年にペチョールィを占領し、1655年から1657年にかけても占領されている。
大北方戦争が勃発すると、ロシア帝国はペチョールィの要塞を増強し、1701年にはボリス・シェレメテフ率いるロシア軍がここでスウェーデン軍と戦った。
やがてロシアの領土がより西へと広がるとペチョールィは貿易や国防上の重要性を失い忘却されたが、1886年から1889年にかけてプスコフ-ヴァルガ-リガを結ぶ鉄道が建設されたため再び発展の機会を得た（現在のプスコフ-タルトゥ-タリン間の本線はもう少し後に建設された）。
1918年になりロシア政府から市の地位を得た。1918年2月から12月、ペチョールィはドイツ軍に占領された。さらにエストニア独立戦争（1918年-1920年）においては、エストニア軍により1919年3月29日に陥落した。タルトゥ条約で、ペチョールィとその周辺地域（セトマー Setomaa の一部）はエストニアに帰属することになった。
戦間期、ペツェリ（ペチョールィ）は当時のエストニア共和国を構成する11の県の一つ、ペツェリマー（Petserimaa、ペツェリ県）の中心だった。1940年6月にソビエト連邦がエストニアへ侵攻して占領し、1940年7月21日にエストニア・ソビエト社会主義共和国が成立し、8月6日にはソ連への編入が行われるとペツェリは再度ロシア人の支配下に置かれた。
第二次世界大戦では1941年8月から1944年8月11日までドイツ軍に占領された。ソビエト連邦がナチス・ドイツからエストニアを奪還した後、ペツェリとペツェリ県の大部分はロシア・ソビエト連邦社会主義共和国のプスコフ州に移管された。以来、ソビエト連邦の崩壊とエストニアの独立回復を経た今日もロシア領となっている。
2005年5月18日、エストニアのウルマス・パエト外務大臣とロシアのセルゲイ・ラヴロフ外務大臣は両国間の領有権問題について国境協定を交わし、ソ連による境界変更により構成された現状のロシアとの国境線を画定した。しかしエストニア議会がこの協定を承認した際、一部の政治家から出た、タルトゥ条約は未だ有効でペツェリは形式的には現在もエストニアの一部であるという意見にロシア政府は激しく反発した。パエト外相はエストニアはペツェリを回復する意図はないことを強調している。
2014年2月18日、ラヴロフとパエトの両国外相は、旧ソ連時代の国境線に従って両国国境を画定する条約に署名した。これに従ってエストニア議会は国境条約批准プロセスを進めたが、その後はロシア側がエストニアの「反露感情」について抗議を繰り返し、現在に至っても批准プロセスは停滞したままとなっている。

## 文化

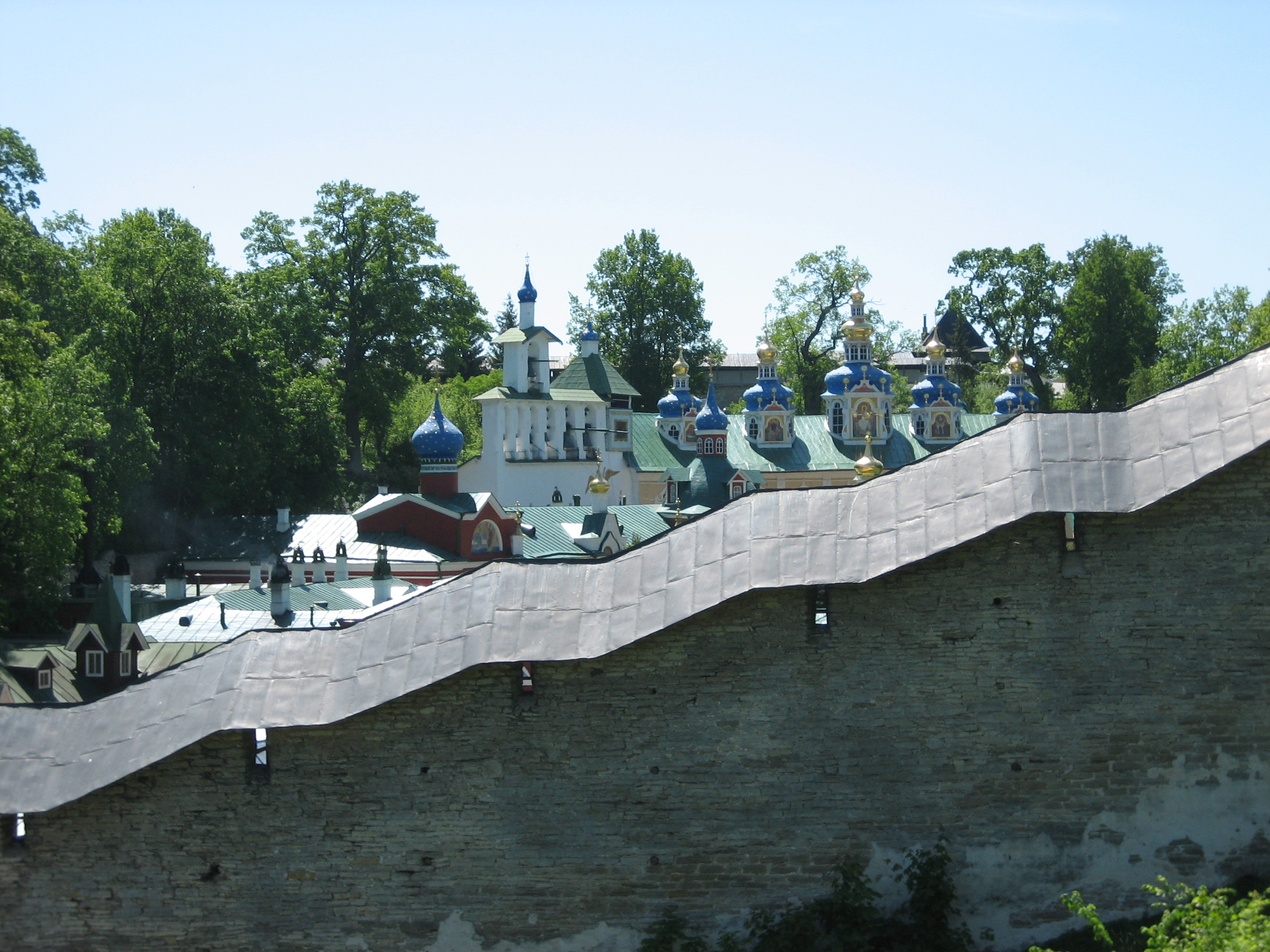
プスコヴォ＝ペチェリスキー修道院

ペチョールィの一番の名所は、街の成立のもとにもなったロシア正教会の洞窟修道院、プスコヴォ＝ペチェリスキー生神女就寝修道院（Свя́то-Успе́нский Пско́во-Пече́рский мужско́й монасты́рь）である。修道院は街の郊外に位置しクレムリンとしても機能した。1532年完成の鐘楼や1541年完成の生神女福音大聖堂など、16世紀に遡る建築物群がある。
ペチョールィ市街には歴史博物館も所在する。近郊のペチョールスキー地区内には、イズボルスク村にあるイズボルスク要塞、ペイプシ湖のコルピノ島にある救世主顕栄大聖堂、セノにある1562年献堂のゲオルギヤ聖堂などがある。

## 経済
主な企業には、壁や床のタイルを製造するユーロセラミカ社がある。加えて、建材、繊維、食品などの工場もある。周囲の農村地帯では穀物や野菜、イモ、家畜などが生産される。